# Ludvík Josef Bourbonský
Ludvík Josef Xaver František Bourbonský (22. října 1781 Versailles – 4. června 1789 Meudon) byl nejstarší syn francouzského krále Ludvíka XVI. a jeho manželky Marie Antoinetty.

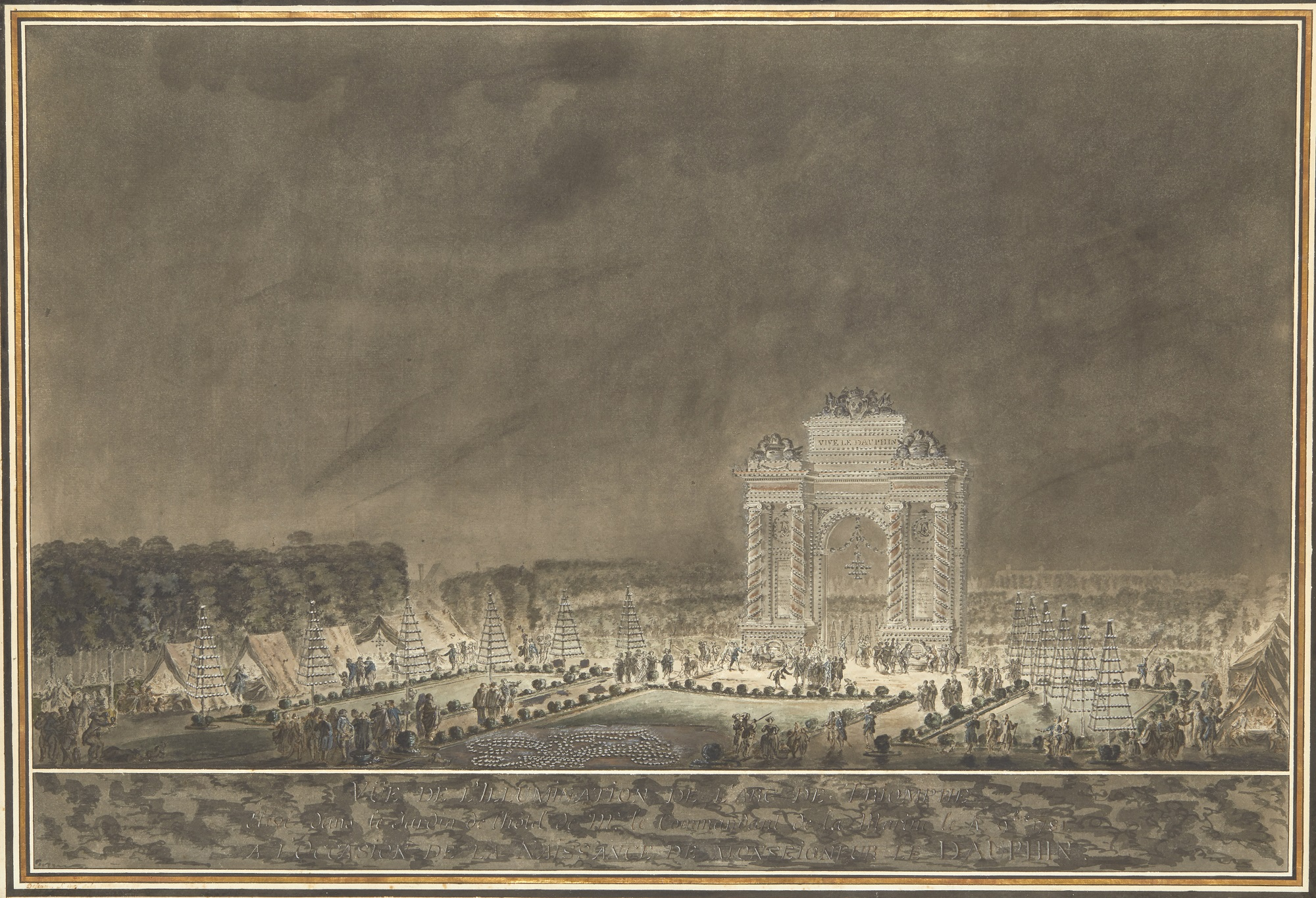
Slavnost k narození dauphina, pořádaná velitelem královského námořnictva u vítězného oblouku v Rochefortu

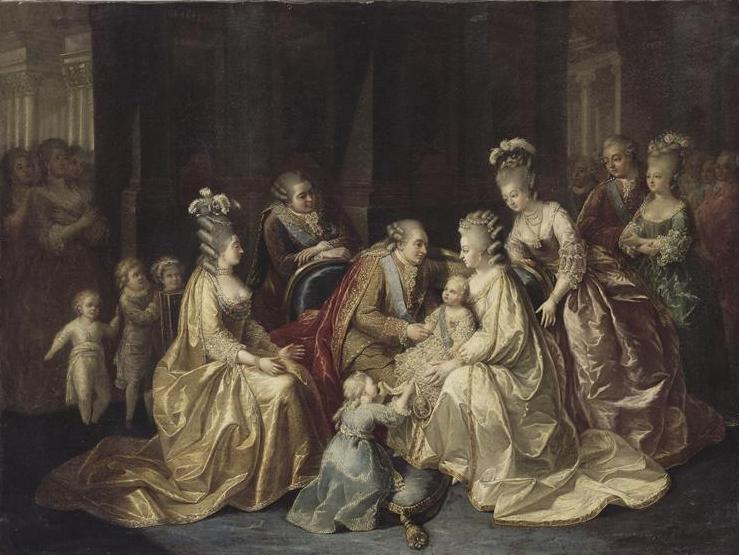
Královská rodina oslavuje ročního dauphina, 1782

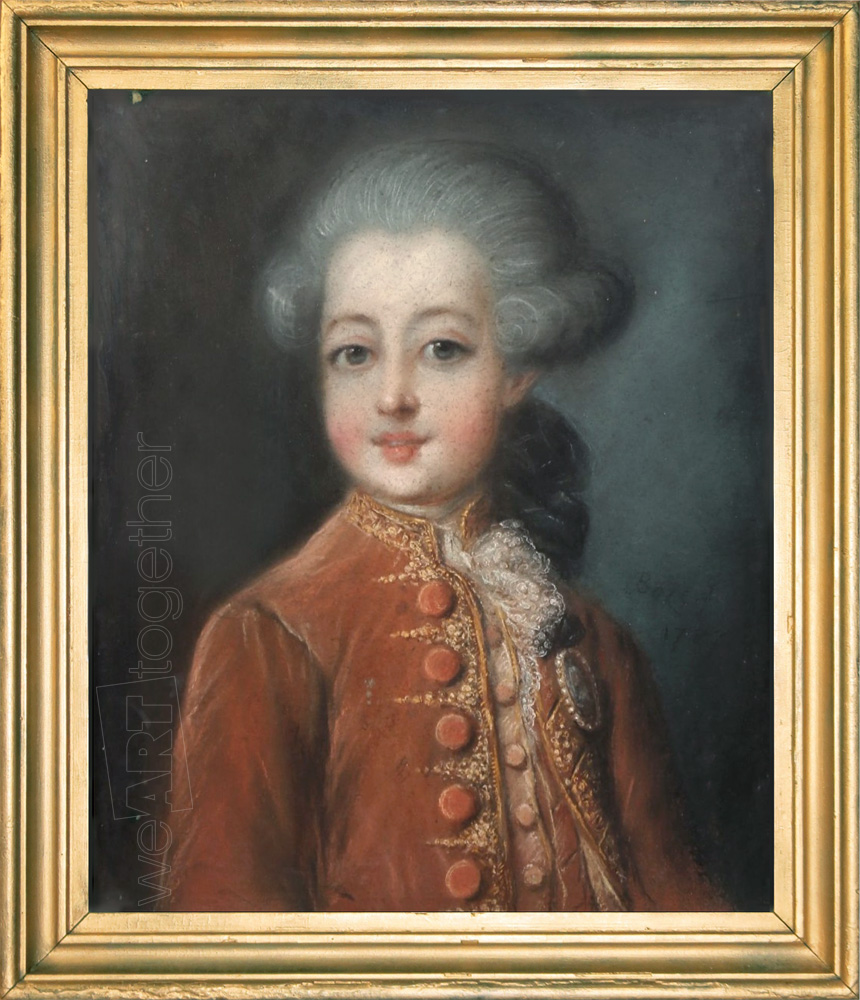
Portrét Ludvíka Josefa (1787)

Ludvík Josef se narodil ve Versailles; v tamním zámeckém kostele jej druhý den po narození pokřtil štrasburský biskup a kardinál Ludvík René Eduard Rohan, křestním kmotrem byl římský císař Josef II., zastoupený Ludvíkem Stanislavem Bourbonským, a kmotrou sestra Ludvíka XVI, princezna Marie Klotilda, rovněž v zastoupení. 
Pierre-Édouard Brunier, dvorní lékař královských dětí, zvolil novorozenému princi jako kojnou Madam Geneviève Poitrine, která byla po dauphinově smrti obviněna, že ho nakazila tuberkulózou.
Ve třech letech, v dubnu 1784 začal dauphin trpět vysokými horečkami. Ze strachu o jeho zdraví byl převezen do zámku La Muette, kde měl vzduch údajně léčivé účinky. Zdálo se, že se zotavil a v březnu 1785 se vrátil k matce. Byl naočkován proti neštovicím, ale jeho zdraví zůstalo křehké.
V roce 1786 se horečky vrátily, byly prvními příznaky tuberkulózy kostí, tzv. Pottovy nemoci. V témže roce byl Ludvík Josef předán ke vzdělání mužům, jak bylo zvykem u synů francouzských králů. Při vstupním ceremoniálu bylo konstatováno, že má potíže s chůzí, což bylo způsobeno změnami na obratlech a z toho plynoucím zakřivením páteře. Tehdy jej léčili jen pomocí kovového korzetu. V lednu 1788 se horečky znásobily a nemoc rychle postupovala. Královský lékař dr. Petit konstatoval, že dauphin má v obratlech gangrény a že dlouho nepřežije. Diplomat markýz Marc-Marie de Bombelles poznamenal, že se příliš dlouho otálelo.  Dauphin se naposledy veřejnosti ukázal 4. května 1789, když z balkónu vleže na křesle sledoval přehlídku zástupců generálních stavů. Krátce nato byl převezen do Meudonu v naději, že mu čerstvý vzduch pomůže. 
Ludvík Josef zemřel na zámku Meudon 4. června 1789 ve věku sedm a půl let na komplikace své vrozené Pottovy nemoci. Byl pohřben 13. června po jednoduchém obřadu v královském pohřebišti v bazilice Saint Denis. Dne 10. srpna 1793 byla na příkaz Národního shromáždění vlády teroru jeho hrobka znesvěcena spolu s hrobkami francouzských králů, královen, členů královské rodiny a dalších hodnostářů.
Ludvíkovo srdce a vnitřnosti byly pohřbeny v kapli sv. Anny opatství Val-de-Grâce v Paříži,, kde umožnily antropologický průzkum.
Po synově smrti napsala Marie Antoinetta 17. prosince 1790 v dopise svému bratru, císaři Leopoldovi II.:

Když můj drahý, malý dauphin zemřel, zdálo se, že si toho všiml celý národ. Lidé jakoby byli od toho dne v deliriu a já jsem nikdy nepřestala polykat své slzy. 
Po smrti Ludvíka Josefa přešel titul Dauphin na jeho mladšího bratra Ludvíka Charlese, vévodu z Normandie (1785–1795), který byl za francouzské revoluce dopraven do věznice v Templu v Paříži a ve věku deseti let zemřel vyčerpáním po špatném zacházení. 

## Vývod z předků
|                         |                                             |  |                    |                                          |  |  |  |  |  |  |  | Ludvík Francouzský |
|                         |                                             |  |                    |                                          |  |  |  |  |  |  |  |                    |
|                         | Ludvík XV.                                  |  |                    |                                          |  |  |  |  |  |  |  |                    |
|                         |                                             |  |                    |                                          |  |  |  |  |  |  |  |                    |
|                         |                                             |  |                    | Marie Adelaide Savojská                  |  |  |  |  |  |  |  |                    |
|                         |                                             |  |                    |                                          |  |  |  |  |  |  |  |                    |
|                         | Ludvík Ferdinand Bourbonský                 |  |                    |                                          |  |  |  |  |  |  |  |                    |
|                         |                                             |  |                    |                                          |  |  |  |  |  |  |  |                    |
|                         |                                             |  |                    | Stanislav I. Leszczyński                 |  |  |  |  |  |  |  |                    |
|                         |                                             |  |                    |                                          |  |  |  |  |  |  |  |                    |
|                         | Marie Leszczyńská                           |  |                    |                                          |  |  |  |  |  |  |  |                    |
|                         |                                             |  |                    |                                          |  |  |  |  |  |  |  |                    |
|                         |                                             |  |                    | Kateřina Opalinská                       |  |  |  |  |  |  |  |                    |
|                         |                                             |  |                    |                                          |  |  |  |  |  |  |  |                    |
|                         | Ludvík XVI.                                 |  |                    |                                          |  |  |  |  |  |  |  |                    |
|                         |                                             |  |                    |                                          |  |  |  |  |  |  |  |                    |
|                         |                                             |  |                    | August II. Silný                         |  |  |  |  |  |  |  |                    |
|                         |                                             |  |                    |                                          |  |  |  |  |  |  |  |                    |
|                         | August III. Polský                          |  |                    |                                          |  |  |  |  |  |  |  |                    |
|                         |                                             |  |                    |                                          |  |  |  |  |  |  |  |                    |
|                         |                                             |  |                    | Kristýna Eberhardýna Hohenzollernová     |  |  |  |  |  |  |  |                    |
|                         |                                             |  |                    |                                          |  |  |  |  |  |  |  |                    |
|                         | Marie Josefa Saská                          |  |                    |                                          |  |  |  |  |  |  |  |                    |
|                         |                                             |  |                    |                                          |  |  |  |  |  |  |  |                    |
|                         |                                             |  |                    | Josef I. Habsburský                      |  |  |  |  |  |  |  |                    |
|                         |                                             |  |                    |                                          |  |  |  |  |  |  |  |                    |
|                         | Marie Josefa Habsburská                     |  |                    |                                          |  |  |  |  |  |  |  |                    |
|                         |                                             |  |                    |                                          |  |  |  |  |  |  |  |                    |
|                         |                                             |  |                    | Amálie Vilemína Brunšvicko-Lüneburská    |  |  |  |  |  |  |  |                    |
|                         |                                             |  |                    |                                          |  |  |  |  |  |  |  |                    |
| Ludvík Josef Bourbonský |                                             |  |                    |                                          |  |  |  |  |  |  |  |                    |
|                         |                                             |  |                    |                                          |  |  |  |  |  |  |  |                    |
|                         |                                             |  | Karel V. Lotrinský |                                          |  |  |  |  |  |  |  |                    |
|                         |                                             |  |                    |                                          |  |  |  |  |  |  |  |                    |
|                         | Leopold Josef Lotrinský                     |  |                    |                                          |  |  |  |  |  |  |  |                    |
|                         |                                             |  |                    |                                          |  |  |  |  |  |  |  |                    |
|                         |                                             |  |                    | Eleonora Marie Josefa Habsburská         |  |  |  |  |  |  |  |                    |
|                         |                                             |  |                    |                                          |  |  |  |  |  |  |  |                    |
|                         | František I. Štěpán Lotrinský               |  |                    |                                          |  |  |  |  |  |  |  |                    |
|                         |                                             |  |                    |                                          |  |  |  |  |  |  |  |                    |
|                         |                                             |  |                    | Filip I. Orléanský                       |  |  |  |  |  |  |  |                    |
|                         |                                             |  |                    |                                          |  |  |  |  |  |  |  |                    |
|                         | Alžběta Charlotta Orléanská                 |  |                    |                                          |  |  |  |  |  |  |  |                    |
|                         |                                             |  |                    |                                          |  |  |  |  |  |  |  |                    |
|                         |                                             |  |                    | Alžběta Šarlota Falcká                   |  |  |  |  |  |  |  |                    |
|                         |                                             |  |                    |                                          |  |  |  |  |  |  |  |                    |
|                         | Marie Antoinetta                            |  |                    |                                          |  |  |  |  |  |  |  |                    |
|                         |                                             |  |                    |                                          |  |  |  |  |  |  |  |                    |
|                         |                                             |  |                    | Leopold I.                               |  |  |  |  |  |  |  |                    |
|                         |                                             |  |                    |                                          |  |  |  |  |  |  |  |                    |
|                         | Karel VI. Habsburský                        |  |                    |                                          |  |  |  |  |  |  |  |                    |
|                         |                                             |  |                    |                                          |  |  |  |  |  |  |  |                    |
|                         |                                             |  |                    | Eleonora Magdalena Falcko-Neuburská      |  |  |  |  |  |  |  |                    |
|                         |                                             |  |                    |                                          |  |  |  |  |  |  |  |                    |
|                         | Marie Terezie                               |  |                    |                                          |  |  |  |  |  |  |  |                    |
|                         |                                             |  |                    |                                          |  |  |  |  |  |  |  |                    |
|                         |                                             |  |                    | Ludvík Rudolf Brunšvicko-Wolfenbüttelský |  |  |  |  |  |  |  |                    |
|                         |                                             |  |                    |                                          |  |  |  |  |  |  |  |                    |
|                         | Alžběta Kristýna Brunšvicko-Wolfenbüttelská |  |                    |                                          |  |  |  |  |  |  |  |                    |
|                         |                                             |  |                    |                                          |  |  |  |  |  |  |  |                    |
|                         |                                             |  |                    | Kristýna Luisa Öttingenská               |  |  |  |  |  |  |  |                    |
|                         |                                             |  |                    |                                          |  |  |  |  |  |  |  |                    |